# Paschalina Papadopoulou
Paschalina Papadopoulou (griechisch Πασχαλίνα Παπαδοπούλου; * 6. Dezember 2000) ist eine griechische Leichtathletin, die sich auf den Mehrkampf spezialisiert hat.

## Sportliche Laufbahn
Erste internationale Erfahrungen sammelte Paschalina Papadopoulou im Jahr 2015, als sie bei den Jugend-Balkan-Meisterschaften in Sremska Mitrovica in 14,41 s den vierten Platz im 100-Meter-Hürdenlauf belegte. Anschließend schied sie beim Europäischen Olympischen Jugendfestival (EYOF) in Tiflis mit 14,62 s in der Vorrunde aus. Im Jahr darauf gelangte er bei den U18-Balkan-Meisterschaften in Kruševac mit 14,32 s auf Rang sechs und 2017 gewann sie bei den U18-Balkan-Meisterschaften in Istanbul in 14,50 s die Bronzemedaille. 2018 siegte sie bei den U20-Balkan-Meisterschaften ebendort mit 4703 Punkten im Siebenkampf und im Jahr darauf siegte sie in 8,88 s über 60 m Hürden bei den U20-Balkan-Hallenmeisterschaften ebendort. 2022 belegte sie bei den Balkan-Meisterschaften in Craiova mit 5133 Punkten den vierten Platz im Siebenkampf.
2022 wurde Papadopoulou griechische Hallenmeisterin im Fünfkampf.

## Persönliche Bestleistungen
- 100 m Hürden: 14,15 s (+0,4 m/s), 25. Juni 2022 in Thessaloniki
  - 60 m Hürden (Halle): 8,74 s, 19. Februar 2017 in Athen
- Siebenkampf: 5295 Punkte, 24. Juli 2022 in Patras
  - Fünfkampf (Halle): 3738 Punkte, 27. Februar 2022 in Piräus